# Enschedese Boys
De Enschedese Boys was een Nederlandse voetbalvereniging uit Enschede. De club kwam van 1954 tot 1965 uit in het betaald voetbal. Na een fusie met Sportclub Enschede per 1 juli 1965, waarbij FC Twente werd gevormd, werd de Enschedese Boys teruggezet naar de derde klasse amateurs.
Op 8 juli 2017 speelde Enschedese Boys zijn laatste wedstrijd en werd de club opgeheven wegens te weinig leden en geldproblemen.
De club speelde op dat moment op sportpark Wesselerbrink Zuid in Enschede, waar ook vv Victoria '28 is gevestigd.

## Historie
De Enschedese Boys werd op 20 april 1906 opgericht door een tiental tieners onder de naam Lotisico. Een jaar later werd aansluiting gezocht bij de Twentsche Voetbalbond, waarbij de naam van de vereniging werd gewijzigd in Excelsior. In 1910 moest de club opnieuw haar naam wijzigen en werd besloten tot hernoeming in Enschedese Boys. Tevens werden de clubkleuren veranderd, van geel en zwart naar groen en wit. De ploeg speelde haar wedstrijden in het Volkspark. Later werd verhuisd naar een privéterrein van de Enschedese familie Deppenbroek. In 1946 wonnen ze bij hun eerste deelname meteen de Groninger Dagbladbeker, die dat jaar voor het eerst volgens het league-systeem gespeeld werd.
Een hoogtepunt beleefde de Enschedese Boys in 1950, toen het kampioen werd van Oost-Nederland en met Ajax, Blauw-Wit, sc Heerenveen, SV Limburgia en Maurits mocht spelen om het kampioenschap van Nederland. De thuiswedstrijd tegen Ajax trok meer dan 25.000 toeschouwers. Vanaf 1954 kwam de vereniging uit in het net gestarte betaald voetbal in Nederland. De Boys kwamen vanaf 1956 uit in de Tweede divisie. Er was sprake van een verhuizing van sportpark Deppenbroek naar het net opgeleverde Stadion Het Diekman, maar uiteindelijk werd SC Enschede de bewoner van het nieuwe stadion en ging de Enschedese Boys zijn wedstrijden spelen in het G.J. van Heekpark. In 1960 werd promotie afgedwongen naar de Eerste divisie. In het eerste elftal speelde onder andere ex-international Abe Lenstra.
In april 1965 werd besloten tot een fusie met stadgenoot SC Enschede. Het aldus gevormde FC Twente ging verder als eredivisionist, terwijl SC Enschede en de Enschedese Boys bleven bestaan als amateurvereniging. In negen jaar tijd wist de club zich op te werken van derde klasse naar hoofdklasse amateurs. Vanaf seizoen 1974/75 speelde de club op het sportcomplex Wesselerbrink-Zuid. De Enschedese Boys is in de loop der jaren langzaam afgezakt en speelt in het seizoen 2010/11 in de vierde klasse amateurs.
Op 15 augustus 2009 maakten de Twentse scheidsrechtersverenigingen bekend dat ze geen arbiters meer beschikbaar stellen voor toernooien en vriendschappelijke wedstrijden van voetbalvereniging Enschedese Boys. Dit was besloten nadat een scheidsrechter door een speler was gemolesteerd. Begin november 2009 werd de boycot opgeheven, hoewel individuele scheidsrechters wel mogen weigeren een wedstrijd te fluiten.
De club kende een terugloop in leden en financiële middelen waardoor op 12 juni 2017 de algemene ledenvergadering besloot de club op te heffen.

## Competitieresultaten 1913–2017
| 1 3A |

| 3 2A |

| 2 |

| 2 2A |

| 2 2? |

| 4 2B |

| 4 2B |

| 5 2B |

| 3 2A |

| 1 2A |

| 5 |

| 4 |

| 5 |

| 6 |

| 3 |

| 4 |

| 10 |

| 1 2A |

| 2 2A |

| 1 2A |

| 6 |

| 9 |

| 6 |

| 9 |

| 10 |

| 3 2A |

| 1 2A |

| 10 |

| 5 |

| 9 |

| 8 |

| 6 |

|  |

| 3 |

| 9 |

| 7 |

| 5 |

| 1 |

| 4 1B |

| 6 1A |

| 9 1A |

| 8 1A |

| 11 C |

| 14 A |

| 15 A |

| 2 B |

| 3 B |

| 2 B |

| 5 A |

| 5 B |

| 3 |

| 13 |

| 7 |

| 2 3A |

| 1 3A |

| 5 2B |

| 5 2B |

| 3 2B |

| 1 2B |

| 2 1D |

| 7 1D |

| 4 1D |

| 6 B |

| 12 B |

| 9 B |

| 14 B |

| 6 1D |

| 9 1D |

| 12 1D |

| 9 2B |

| 11 2B |

| 4 3A |

| 3 3A |

| 10 3A |

| 10 3A |

| 5 3A |

| 7 3A |

| 6 3A |

| 4 3A |

| 5 2B |

| 7 2B |

| 11 2B |

| 7 3A |

| 8 3A |

| 8 3A |

| 10 3A |

| 12 3A |

| 6 4A |

| 10 4A |

| 11 4A |

| 4 5B |

| 3 5B |

| 4 5B |

| 3 5B |

| 1 5B |

| 5 4A |

| 7 4A |

| 9 4A |

| 6 4A |

| 9 4A |

| 12 4A |

| 2 5B |

| 4 4B |

| 11 4B |

| 10 5A |

| Eerste divisie | Eerste Klasse (profniveau) | Tweede divisie | Hoofdklasse | Eerste klasse | Tweede klasse | Derde klasse | Vierde klasse | Vijfde klasse | Noodcompetitie |

In elke staaf van de grafiek staat van boven naar beneden vermeld: 
- Eindnotering

Dit is de positie die de club heeft bereikt in de competitie, zonder eventuele beslissings-, play-off- of nacompetitiewedstrijden die nodig zijn geweest om bijvoorbeeld de kampioen van de competitie te bepalen.
Indien een * achter het getal staat is de notering een tussenstand en kan het zijn dat de notering niet overeenkomt met de uiteindelijke eindstand van de competitie.
Staat er een - dan is het seizoen nog bezig en is er geen definitieve uitslag bekend.
Staat er xx op de positie van de notering, dan heeft de club vroegtijdig de competitie verlaten. Dit kan onder andere komen door terugtrekking van het team, faillissement van de club of door een uitgedeelde straf van de KNVB. In veel gevallen staat elders in het artikel de reden vermeld.
Staat er een ? dan is het resultaat uit het verleden onbekend, en is alleen de competitie of het niveau bekend van dat seizoen.
In de seizoenen 2019/20 en 2020/21 werd wegens de coronacrisis het amateurvoetbal afgebroken. Daardoor kennen deze staven geen eindklassering (middels -- weergegeven).
- Competitieniveau en afdelingsletter of Officiële eindstand Eredivisie
  - Competitieniveau en afdelingsletter

Hierbij geeft het getal het niveau weer, dat ook terug te vinden is in de legenda. De letter is de afdelingsaanduiding en wordt gebruikt wanneer er meer afdelingen zijn op hetzelfde niveau. De afdelingsletter is altijd een hoofdletter en wordt meestal zonder nummer gebruikt.
Voorbeeld: 2F is niveau 2e klasse competitie F.
Het competitieniveau en nummer wordt niet vermeld wanneer er slechts één competitie van dit niveau was.
  - Officiële eindstand Eredivisie (getal staat tussen haakjes vermeld)

Sinds de introductie van play-offwedstrijden voor Europees voetbal na afloop van de reguliere competitie in 2005/06, is de KNVB verplicht een eindstand van de Eredivisie door te geven aan de UEFA aan de hand van deze play-offwedstrijden.
Bij deze eindstand staan clubs die zich hebben gekwalificeerd voor Europees voetbal hoger dan clubs die zich niet wisten te kwalificeren. Indien er geen verschil was tussen de eindnotering en de officiële eindstand, staat dit getal niet vermeld.

- Onderafdeling

Hier staat afgekort de naam van de onderafdeling indien de club in dat jaar in een onderafdeling uitkwam. Tevens staat deze afkorting in de legenda en wordt gelinkt naar het artikel over deze onderafdeling. Deze afkorting wordt alleen vermeld wanneer de club in het verleden in verschillende onderafdelingen heeft gespeeld. Deze vermelding is in de staaf altijd in kleine letters. Deze onderafdelingen zijn na het seizoen 1995/96 afgeschaft. Heeft de club in slechts één onderafdeling gespeeld, dan is dit alleen terug te vinden in de legenda.
Onder de staaf staat het jaartal vermeld waarin het seizoen is afgesloten. 15 verwijst naar het seizoen 2014/15 of eventueel het seizoen 1914/15.
Wanneer een staaf leeg is, zijn deze gegevens niet bekend. Het kan ook zijn dat de club dat seizoen niet heeft meegespeeld op het hogere amateurniveau, vroegtijdig de competitie heeft verlaten of uit de competitie is gezet.

In het seizoen 1944/45 was er wegens de Tweede Wereldoorlog geen regulier competitievoetbal.

## Betaald voetbal

### Seizoensoverzichten
| Resultaten van Enschedese Boys sinds de toetreding in het betaald voetbal in 1954 | Resultaten van Enschedese Boys sinds de toetreding in het betaald voetbal in 1954 | Resultaten van Enschedese Boys sinds de toetreding in het betaald voetbal in 1954 | Resultaten van Enschedese Boys sinds de toetreding in het betaald voetbal in 1954 | Resultaten van Enschedese Boys sinds de toetreding in het betaald voetbal in 1954 | Resultaten van Enschedese Boys sinds de toetreding in het betaald voetbal in 1954 | Resultaten van Enschedese Boys sinds de toetreding in het betaald voetbal in 1954 | Resultaten van Enschedese Boys sinds de toetreding in het betaald voetbal in 1954 | Resultaten van Enschedese Boys sinds de toetreding in het betaald voetbal in 1954 | Resultaten van Enschedese Boys sinds de toetreding in het betaald voetbal in 1954 | Resultaten van Enschedese Boys sinds de toetreding in het betaald voetbal in 1954 | Resultaten van Enschedese Boys sinds de toetreding in het betaald voetbal in 1954 | Resultaten van Enschedese Boys sinds de toetreding in het betaald voetbal in 1954                                                                             |
| Seizoen                                                                           | Competitie                                                                        | Competitie                                                                        | Competitie                                                                        | Competitie                                                                        | Competitie                                                                        | Competitie                                                                        | Competitie                                                                        | Competitie                                                                        | Competitie                                                                        | Kwalificatie                                                                      | KNVB beker                                                                        | Bijzonderheid |
| Seizoen                                                                           | Divisie                                                                           | GW                                                                                | W                                                                                 | G                                                                                 | V                                                                                 | PNT                                                                               | DV                                                                                | DT                                                                                | POS                                                                               | Kwalificatie                                                                      | KNVB beker                                                                        | Bijzonderheid |
| --------------------------------------------------------------------------------- | --------------------------------------------------------------------------------- | --------------------------------------------------------------------------------- | --------------------------------------------------------------------------------- | --------------------------------------------------------------------------------- | --------------------------------------------------------------------------------- | --------------------------------------------------------------------------------- | --------------------------------------------------------------------------------- | --------------------------------------------------------------------------------- | --------------------------------------------------------------------------------- | --------------------------------------------------------------------------------- | --------------------------------------------------------------------------------- | --- |
| 1954/55                                                                           | Eerste klasse B                                                                   | 8                                                                                 | 4                                                                                 | 1                                                                                 | 3                                                                                 | 9                                                                                 | 22                                                                                | 16                                                                                | 4e                                                                                | –                                                                                 | Geen bekertoernooi                                                                | Enschedese Boys treedt toe tot het betaald voetbal De competitie werd na de fusie van de KNVB en de NBVB niet afgemaakt. Alle teams werden opnieuw ingedeeld. |
| 1954/55                                                                           | Eerste klasse C                                                                   | 26                                                                                | 6                                                                                 | 6                                                                                 | 14                                                                                | 18                                                                                | 38                                                                                | 67                                                                                | 11e                                                                               | Eerste klasse                                                                     | Geen bekertoernooi                                                                | Enschedese Boys treedt toe tot het betaald voetbal De competitie werd na de fusie van de KNVB en de NBVB niet afgemaakt. Alle teams werden opnieuw ingedeeld. |
| 1955/56                                                                           | Eerste klasse A                                                                   | 26                                                                                | 4                                                                                 | 5                                                                                 | 17                                                                                | 13                                                                                | 38                                                                                | 78                                                                                | 14e                                                                               | Tweede divisie                                                                    | Geen bekertoernooi                                                                | |
| 1956/57                                                                           | Tweede divisie A                                                                  | 28                                                                                | 7                                                                                 | 6                                                                                 | 15                                                                                | 20                                                                                | 42                                                                                | 56                                                                                | 15e                                                                               | –                                                                                 | Geen deelname                                                                     | – |
| 1957/58                                                                           | Tweede divisie B                                                                  | 28                                                                                | 20                                                                                | 3                                                                                 | 5                                                                                 | 43                                                                                | 73                                                                                | 27                                                                                | 2e                                                                                | –                                                                                 | 3e ronde                                                                          | – |
| 1958/59                                                                           | Tweede divisie B                                                                  | 26                                                                                | 12                                                                                | 6                                                                                 | 8                                                                                 | 30                                                                                | 50                                                                                | 31                                                                                | 3e                                                                                | –                                                                                 | 4e ronde                                                                          | – |
| 1959/60                                                                           | Tweede divisie B                                                                  | 24                                                                                | 10                                                                                | 8                                                                                 | 6                                                                                 | 28                                                                                | 44                                                                                | 32                                                                                | 2e                                                                                | Rechtstreekse promotie                                                            | Geen bekertoernooi                                                                | – |
| 1960/61                                                                           | Eerste divisie A                                                                  | 34                                                                                | 15                                                                                | 9                                                                                 | 10                                                                                | 39                                                                                | 95                                                                                | 69                                                                                | 5e                                                                                | –                                                                                 | 1e ronde                                                                          | – |
| 1961/62                                                                           | Eerste divisie B                                                                  | 34                                                                                | 18                                                                                | 6                                                                                 | 10                                                                                | 42                                                                                | 84                                                                                | 51                                                                                | 5e                                                                                | –                                                                                 | 3e ronde                                                                          | – |
| 1962/63                                                                           | Eerste divisie                                                                    | 30                                                                                | 15                                                                                | 7                                                                                 | 8                                                                                 | 37                                                                                | 71                                                                                | 55                                                                                | 3e                                                                                | –                                                                                 | 2e ronde                                                                          | – |
| 1963/64                                                                           | Eerste divisie                                                                    | 30                                                                                | 9                                                                                 | 5                                                                                 | 16                                                                                | 23                                                                                | 59                                                                                | 77                                                                                | 13e                                                                               | –                                                                                 | 1e ronde                                                                          | – |
| 1964/65                                                                           | Eerste divisie                                                                    | 30                                                                                | 11                                                                                | 7                                                                                 | 12                                                                                | 29                                                                                | 61                                                                                | 61                                                                                | 7e                                                                                | –                                                                                 | Kwartfinale                                                                       | Enschedese Boys fuseert met SC Enschede en gaat verder als FC Twente                                                                                          |

### Topscorers
- 1954/55:  Gerard Selderhuis (8)
- 0000000  Gerard Selderhuis (11)
- 1955/56:  Job Drent (10)
- 1956/57:  Gerrit Nijsink (17)
- 1957/58:  Pierre Kerkhoffs (20)
000000 :  Gerrit Nijsink (20)
- 1958/59:  Pierre Kerkhoffs (15)
- 1959/60:  Gerrit Nijsink (8)
000000 :  Bennie van Stuivenberg (8)
- 1960/61:  Gerrit Moddejonge (24)
- 1961/62:  Abe Lenstra (20)
- 1962/63:  Henk Leusink (21)
- 1963/64:  Henk Leusink (28)
- 1964/65:  Hans Roordink (19)

### Trainers
- 1928–1929:  James Moore
- 1936–1937:  Otto Semrock
- 1947–1956:  Leslie Fenwick
- 1956–1957:  Joep Brandes
- 1957–1958:  Hermann Stennull
- 1958–1959:  Friedrich Donenfeld
- 1959–1960:  József Veréb
- 1960–1962:  Bas Paauwe
- 1962–1963: geen trainer[3]
- 1963–1965:  Jovan Jovanović

## Voetnoten
cvv Achilles · FC Aramea · Avanti Wilskracht · BSC Unisson · FC het Centrum · VV Drienerlo · GVV Eilermark · EMOS · Sportclub Enschede ·  LSV Lonneker · EFC PW 1885 · EVV Phenix · VV Rigtersbleek · FC Suryoye/Mediterraneo · cvv Sparta Enschede · Sportlust Glanerbrug · De Tubanters 1897 · VOGIDO · SVV '91 · TVV · UDI Enschede · VV Victoria '28 · VOSTA · VV Zuid Eschmarke

Voormalig: Enschedese Boys · Geel-Zwart · VV Glanerbrug · UDEET